# Konrad Christiani
Konrad Christiani (* 9. August 1732; † 22. Dezember 1795) war Ratsapotheker und Senator in Kiel. Er war Mitbegründer der Gesellschaft freiwilliger Armenfreunde.

## Leben
Christiani wurde als zweiter Sohn eines Apothekers geboren. Sein älterer Bruder war der Theologe Wilhelm Ernst Christiani (1731–1793). Sein Vater, der ebenfalls den Vornamen Konrad trug, verstarb am 29. Juni 1745. Nach dessen Tod widmete sich Christiani dem Beruf seines Vaters, zunächst im mütterlichen Hause, später führte er seine Studien in Magdeburg, Potsdam, Stolpe, Neustadt bei Dresden und Erfurt fort. Ende des Jahres 1755 kehrte er zurück in seine Heimat. Hier wurde er im April 1759 examiniert und übernahm den elterlichen Betrieb.
Von da an ging er ganz in seinem Beruf auf. In seiner Freizeit beschäftigte er sich mit den neuesten Errungenschaften seiner Zeit; so verfasste er eine Rezension über das gerade erschienene „Londner Apothekerbuch“. In den letzten Jahren seines Lebens arbeitete er an der Verbesserung des dänischen Dispensatoriums.
Neben seinem beruflichen und literarischen Werk widmete sich Christiani auch der Fürsorge. Er verkaufte seine Arzneien für Bedürftige zu vergünstigten Preisen und forderte Ärzte auf, diese Kranken zu besuchen und ihnen seine Medikamente unentgeltlich zu verabreichen. Als das Kieler Armendirektorium in einem Aufsatz vom 1. November 1791 auf die Notwendigkeit der „Verbesserung der Armensituation“ aufmerksam machte, war Christiani davon tief beeindruckt. Gemeinsam mit einigen anderen Gleichgesinnten reichte er verschiedene Vorschläge bei dem Armendirektorium ein, aus denen sich Ende des Jahres 1792 die Gesellschaft freiwilliger Armenfreunde gründete. An dieser Gesellschaft und den aus ihr hervorgegangenen Einrichtungen nahm Christiani bis zu seinem Tode regen Anteil. Die Versammlungen der Gesellschaft fanden bis zum Ankauf eines eigenen Gebäudes und der Einrichtung einer Armenanstalt in seinem Hause statt. Von August 1792 bis Juni 1795 war er Archivar der Gesellschaft.

## Ehrungen
Am 18. Januar 1962 wurde die Christianistraße in Kiel nach ihm benannt.